# Marahui
Marahui (en filipino: Marawi) es una ciudad filipina y la cabecera de la provincia de Lánao del Sur. Limita al oeste con Marantao y Saguiaran, al este con Bubong y Ditsaan Ramain, al norte con Kapai y Saguiaran, y al sur con el lago de Lánao. Tiene una superficie total de 22,6 km².
Según el censo de 2000, Marahui tiene 131.090 habitantes en 20.375 casas. Su economía se basa en gran parte en agricultura y exploración.

## Barangayes
Marahui se divide administrativamente en 96 barangayes.
| - Ambolong - Bacolod Chico Proper - Banga - Bañgco - Banggolo Población - Bangon - Beyaba-Damag - Bito Buadi Itowa - Bito Buadi Parba - Bubonga Pagalamatan - Bubonga Lilod Madaya - Boganga - Boto Ambolong - Bubonga Cadayonán - Bubong Lumbac - Bubonga Marawi - Bubonga Punod - Cabasaran - Cabingan - Cadayonan - Cadayonan I - Calocan East - Calocan West - Kormatan Matampay - Daguduban - Dansalán - Datu Sa Dansalan - Dayawan - Dimaluna - Dulay - Dulay West - East Basak | - Emie Punud - Fort - Gadongan - Buadi Sacayo (Green) - Guimba (Lilod Proper) - Kapantaran - Kilala - Lilod Madaya (Población) - Lilod Saduc - Lomidong - Lumbaca Madaya (Población) - Lumbac Marinaut - Lumbaca Toros - Malimono - Basak Malutlut - Gadongan Mapantao - Amito Marantao - Marinaut East - Marinaut West - Matampay - Pantaon (Lañgcaf) - Mipaga Proper - Moncado Colony - Moncado Kadingilan - Moriatao Loksadato - Datu Naga - Navarro (Datu Saber) - Olawa Ambolong - Pagalamatan Gambai - Pagayawan - Panggao Saduc - Papandayan | - Paridi - Patani - Pindolonan - Poona Marantao - Pugaan - Rapasun MSU - Raya Madaya I - Raya Madaya II - Raya Saduc - Rorogagus Proper - Rorogagus East - Sabala Manao - Sabala Manao Proper - Saduc Proper - Sagonsongan - Sangcay Dansalan - Somiorang - South Madaya Proper - Sugod Proper - Tampilong - Timbangalan - Tuca Ambolong - Tolali - Toros - Tuca - Tuca Marinaut - Tongantongan-Tuca Timbangalan - Wawalayan Calocán - Wawalayan Marinaut - Población - Norhaya Village - Papandayan Caniogan |

## Historia
También era conocida como Dansalán y fue la  capital de la provincia de Lánao (1907-1940). Dansalan en idioma maranao significa  lugar donde los barcos atracan, un puerto en el lago Lánao. En 1956, se renombró como Marahui (en filipino: Marawi) por el fuerte Marahui que cayó ante las fuerzas del imperio español.
En 2017 Marahui fue escenario de un enfrentamiento armado del Gobierno filipino contra insurgentes yihadistas filipinos.